# Yūgiri (tàu khu trục Nhật) (1930)
Yūgiri (tiếng Nhật: 夕霧) là một tàu khu trục hạng nhất của Hải quân Đế quốc Nhật Bản, thuộc lớp Fubuki bao gồm hai mươi bốn chiếc, được chế tạo sau khi Chiến tranh Thế giới thứ nhất kết thúc. Khi được đưa vào hoạt động, những con tàu này là những tàu khu trục mạnh mẽ nhất thế giới. Chúng phục vụ như những tàu khu trục hàng đầu trong những năm 1930, và tiếp tục là những vũ khí lợi hại trong cuộc Chiến tranh Thái Bình Dương. Yūgiri từng tham gia nhiều hoạt động trong những năm đầu tiên của chiến tranh, và đã bị hải pháo của tàu chiến đối phương đánh chìm trong trận chiến mũi St. George vào ngày 26 tháng 11 năm 1943 trong Chiến tranh Thế giới thứ hai.

## Thiết kế và chế tạo
Việc chế tạo lớp tàu khu trục Fubuki tiên tiến được chấp thuận vào năm tài chính 1923 như một phần của chương trình có tham vọng cung cấp cho Hải quân Đế quốc Nhật Bản một ưu thế về chất lượng so với những tàu chiến hiện đại nhất của thế giới. Khả năng thể hiện của lớp Fubuki là một bước nhảy vọt so với các thiết kế tàu khu trục trước đó, nên chúng được gọi là các "tàu khu trục đặc biệt" (tiếng Nhật: 特型 - Tokugata). Kích thước lớn, động cơ mạnh mẽ, tốc độ cao, bán kính hoạt động lớn và vũ khí trang bị mạnh chưa từng có khiến cho các tàu khu trục này có được hỏa lực tương đương nhiều tàu tuần dương hạng nhẹ của hải quân các nước khác. Yūgiri, được chế tạo tại xưởng hải quân Maizuru, là chiếc thứ tư của một loạt tàu được cải tiến, bao gồm kiểu tháp pháo có thể nâng các khẩu pháo chính 127 mm (5 inch)/50 caliber Kiểu 3 lên một góc 75° so với nguyên thủy 40°, cho phép sử dụng chúng như pháo lưỡng dụng có thể chống lại máy bay.
Yūgiri được đặt lườn vào ngày 1 tháng 4 năm 1929. Nó được hạ thủy vào ngày 12 tháng 5 năm 1930 và đưa ra hoạt động vào ngày 3 tháng 12 năm 1930. Nguyên được dự định mang số hiệu đơn giản là "Tàu khu trục số 48", nó được hoàn tất dưới tên gọi Yūgiri.

## Lịch sử hoạt động
Sau sự kiện Thượng Hải năm 1932, Yūgiri được giao nhiệm vụ tuần tra trên sông Dương Tử. Vào năm 1935, sự cố đối với Hạm đội 4 Hải quân Đế quốc Nhật Bản, khi một số lớn tàu chiến bị hư hại bởi một cơn bão, đã khiến nó cùng với các tàu chị em phải nhanh chóng được cho quay trở lại ụ tàu để gia cường thêm lườn tàu và tăng thêm trọng lượng rẽ nước. Từ năm 1937, Yūgiri hỗ trợ cho các cuộc đổ bộ lực lượng Nhật Bản lên Thượng Hải và Hàng Châu. Từ năm 1940, nó được phân công tuần tra dọc theo bờ biển và hỗ trợ cho việc đổ bộ lên miền Nam Trung Quốc, và sau đó là việc chiếm đóng Đông Dương thuộc Pháp.
Vào lúc xảy ra cuộc tấn công Trân Châu Cảng, Yūgiri được phân về Hải đội Khu trục 20 thuộc Đội khu trục 3 của Hạm đội 1 Hải quân Đế quốc Nhật Bản, và được bố trí từ Quân khu Hải quân Kure đến cảng Samah trên đảo Hải Nam để hỗ trợ cho các chiến dịch đổ bộ lực lượng Nhật Bản lên Malaya. Vào ngày 19 tháng 12 năm 1941, với sự trợ giúp của các tàu khu trục chị em Uranami và Ayanami, Yūgiri đã đánh chìm tàu ngầm Hà Lan O-20. Ngày 27 tháng 1 năm 1942, Yūgiri và đoàn tàu vận tải của nó bị HMS Thanet và HMAS Vampire tấn công ở cách 148 km (80 hải lý) về phía Bắc Singapore trong trận chiến ngoài khơi Endau; ngư lôi của nó đã giúp vào việc đánh chìm Thanet.
Sau đó Yūgiri nằm trong thành phần hộ tống cho các tàu tuần dương hạng nặng Suzuya, Kumano, Mogami và Mikuma để hỗ trợ cho các hoạt động đổ bộ lên Banka-Palembang và quần đảo Anambas. Vào cuối tháng 2, Yūgiri hỗ trợ cho các hoạt động quét mìn chung quanh Singapore và Johore.
Trong tháng 3, Yūgiri tham gia vào lực lượng chiếm đóng phía Bắc Sumatra vào ngày 12 tháng 3 và chiếm đóng quần đảo Andaman vào ngày 23 tháng 3. Trong cuộc không kích Ấn Độ Dương, cùng với các tàu tuần dương Chōkai và Yura cùng tàu sân bay Ryūjō, Yūgiri được ghi nhận đã tham gia đánh chìm sáu tàu buôn. Từ ngày 13 đến ngày 22 tháng 4, nó đi ngang qua Singapore và vịnh Cam Ranh quay trở về Xưởng hải quân Kure để bảo trì.
Trong thời gian diễn ra trận Midway, Yūgiri tham gia lực lượng chiếm đóng quần đảo Aleut. Đến tháng 7 năm 1942, Yūgiri lên đường từ Amami-Oshima đến quân khu bảo vệ Mako, Singapore, Sabang và Mergui nhằm chuẩn bị cho một cuộc không kích Ấn Độ Dương thứ hai. Kế hoạch này bị hủy bỏ do việc lực lượng Đồng Minh đổ bộ lên Guadalcanal, và Yūgiri được gửi đến Truk, và đến nơi vào cuối tháng 8.
Sau trận chiến Đông Solomon vào ngày 24 tháng 8, Yūgiri nhận lên tàu binh lính từ các tàu vận tải đang khi ngoài biển, và hướng đến Guadalcanal. Trong hoạt động này, nó trúng phải một quả bom ném từ một máy bay ném bom bổ nhào SBD Dauntless của Thủy quân Lục chiến Mỹ cất cánh từ sân bay Henderson tại Guadalcanal. Quả bom đánh trúng cầu tàu, làm thiệt mạng 32 người, trong đó có Đại tá Hải quân Yamada Yuji, tư lệnh Hải đội Khu trục 20. Sau khi được sửa chữa khẩn cấp tại Truk, Yūgiri quay trở về xưởng hải quân Kure vào đầu tháng 10, và công việc sửa chữa chỉ hoàn tất vào cuối năm 1942.
Từ ngày 25 tháng 1 năm 1943, Yūgiri được phân về Hạm đội 8 Hải quân Đế quốc Nhật Bản. Nó quay trở lại Rabaul vào cuối tháng 4 và đã thực hiện nhiều chuyến đi vận chuyển "Tốc hành Tokyo" đến nhiều địa điểm khác nhau trong khu vực quần đảo Solomon trong tháng 5. Ngày 16 tháng 5, nó trúng phải ngư lôi phóng từ tàu ngầm Mỹ USS Grayback ở phía Tây Bắc Kavieng, làm chín người thiệt mạng, và phải được Amagiri kéo trở về Rabaul. Nó được gửi quay trở về Nhật Bản vào cuối tháng 7 để sửa chữa.
Yūgiri quay trở lại khu vực quần đảo Solomon vào giữa tháng 11. Ngày 24 tháng 11, Yūgiri là một trong số năm tàu khu trục của một chuyến vận chuyển/triệt thoái binh lính đến Buka. Trong trận chiến mũi St. George vào ngày 26 tháng 11 năm 1943, nó bị đánh chìm bởi hỏa lực từ các tàu khu trục USS Charles Ausburne, USS Claxton và USS Dyson ở cách 93 km (50 hải lý) về phía Đng mũi St. George, ở tọa độ 04°44′N 154°0′Đ / 4,733°N 154°Đ. Tàu ngầm I-177 đã vớt được 278 người sống sót, và chiếc I-181 đã vớt thêm 11 người khác. Tuy nhiên, chỉ huy của Yūgiri, Thiếu tá Shuichi Otsuji, đã tử trận cùng với con tàu.
Vào ngày 15 tháng 12 năm 1943, Yūgiri được rút khỏi danh sách Đăng bạ Hải quân.

## Danh sách thuyền trưởng
- Trung tá Tokuhei Kamiyama (sĩ quan trang bị trưởng): 1 tháng 8 năm 1930 - 3 tháng 12 năm 1930
- Trung tá Tokuhei Kamiyama: 3 tháng 12 năm 1930 - 2 tháng 11 năm 1931
- Trung tá Sentaro Omori: 2 tháng 11 năm 1931 - 1 tháng 12 năm 1932
- Trung tá Sojiro Hisamune: 1 tháng 12 năm 1932 - 15 tháng 11 năm 1933
- Thiếu tá Tadayoshi Narita: 15 tháng 11 năm 1933 - 15 tháng 11 năm 1935
- Thiếu tá Masao Yamagawa: 15 tháng 11 năm 1935 - 15 tháng 2 năm 1936
- Thiếu tá Nobuki Ogawa: 15 tháng 2 năm 1936 - 15 tháng 6 năm 1936
- Trung tá Kaname Konishi: 15 tháng 6 năm 1936 - 1 tháng 12 năm 1936
- Trung tá Toshio Shimizu: 1 tháng 12 năm 1936 - 1 tháng 12 năm 1937
- Trung tá Yusuke Yamada: 1 tháng 12 năm 1937 - 15 tháng 12 năm 1938
- Trung tá Tokujiro Fukuoka: 15 tháng 12 năm 1938 - 1 tháng 11 năm 1939
- Thiếu tá Den Sumibe: 1 tháng 11 năm 1939 - 1 tháng 4 năm 1941
- Trung tá Masayoshi Motokura: 1 tháng 4 năm 1941 - 3 tháng 9 năm 1942
- Thiếu tá Nisaburou Maekawa: 3 tháng 9 năm 1942 - 25 tháng 10 năm 1943
- Thiếu tá Shuichi Otsuji: 25 tháng 10 năm 1943 - 25 tháng 11 năm 1943; tử trận, được truy thăng 2 bậc lên Đại tá.